# Lamproglena barbicola
Lamproglena barbicola is een eenoogkreeftjessoort uit de familie van de Lernaeidae. De wetenschappelijke naam van de soort is voor het eerst geldig gepubliceerd in 1961 door Fryer.